# Aline et Valcour
Aline et Valcour, ou le Roman philosophique est un roman épistolaire de D.-A.-F de Sade, publié en 1793.
Sade a écrit cette œuvre de 1786 à 1789, alors qu’il était incarcéré à la Bastille. Ce roman est le premier des ouvrages de Sade à avoir été publiés sous son vrai nom.
Après l'avoir écrit, il soumet le manuscrit à sa femme, et celle-ci lui répond par une série de remarques sur le manuscrit. Bien que défendant son point de vue de créateur, Sade le corrige. Après sa libération, il tente de réaliser le rêve qui l'a animé durant toute sa détention. Il se veut en effet plus fortement que jamais homme de lettres. Il annonce la parution prochaine d'Aline et Valcour, mais le roman n'est toujours pas paru en 1793, date à laquelle Sade est à nouveau incarcéré. Il est en effet à ce moment-là en train d'en corriger certaines feuilles, et souhaite "mettre à l'ordre du jour" son manuscrit. Le propos ici n'est pas d'ordre esthétique ou littéraire, mais bien politique et idéologique. Dans une période de République, la chasse aux monarchistes est en effet ouverte et Sade doit chercher à montrer son adhésion au nouveau régime. Il s'obstinera pourtant à remanier son texte, comme si l'enjeu littéraire était pour lui bien plus important. Les corrections de Sade s'affirmeront finalement comme littéraires, mais seront aussi à visée commerciale puisqu'elles cherchent à favoriser le succès du livre auprès des lecteurs.
Le 15 octobre 1794, Sade est à nouveau libéré. Une de ses premières démarches concerne les feuilles déjà imprimées de son roman, placées sous séquestre. Sade avance plusieurs arguments : le premier dit "que cet ouvrage, livré à l'impression depuis cinq ans, quoique dans d’excellents principes, ne porte pourtant pas encore le caractère que doit lui assurer le genre de notre gouvernement actuel. Très peu de changements lui donneront cette physionomie mâle et sévère qui convient à une nation libre, et je désire faire des changements". Le plus important, et le plus fort de ces arguments tient à l'amour-propre de l'auteur : "Cet ouvrage volumineux est le fruit de plusieurs années de veilles ; je n'en jouirai jamais si on ne me met pas, en le rendant, en état de le faire paraître."
Le roman paraît finalement en 1795, au prix de la persévérance de son auteur et modifié au gré des événements qu'on pourrait définir, dans le cas de Sade, comme le désir de plaire à un public en satisfaisant par ses corrections les autorités.

## Résumé
Aline et Valcour est un roman de forme hybride, qui combine la technique du roman épistolaire avec celle du récit rétrospectif. Le récit principal est raconté sous forme d'échange de lettres entre les différents personnages ; son objet est l'amour vertueux entre Aline et Valcour que la mère d'Aline, sensible et vertueuse, approuve mais que le père d'Aline, libertin et matérialiste, poursuit de la manière la plus cruelle. Deux longs récits d'aventure se trouvent enchâssés dans cette correspondance : ce sont les récits que Sainville et sa compagne Léonore font de leurs années d'errances à travers l'Europe du sud et la plus grande partie de l'Afrique.
Au centre du roman se trouve la description de deux royaumes en contraste complet l’un avec l’autre, opposant un brutal royaume africain anthropophage, celui de Butua, à un paradis utopique du Pacifique Sud dirigé par le roi-philosophe Zamé, l’île de Tamoé. À Butua, tout est vil et dégradant, les crimes les plus atroces s’y commettent au grand jour et ne trouvent que des encouragements, tandis qu’à Tamoé la vertu, le bonheur, la prospérité fleurissent, au contraire, sans obstacle.

## Édition
L’édition d’Aline et Valcour a connu d’innombrables vicissitudes ; le manuscrit était achevé dès 1789 et le roman, prêt à paraître dès 1791. En mars, Sade en annonce la parution pour Pâques, mais à la fin de 1792, il se plaint que les circonstances empêchent son imprimeur de lui livrer son ouvrage. L’ouvrage est finalement imprimé en 1793, mais la même année, Sade et son éditeur Girouard sont arrêtés et l’ouvrage est placé sous scellés. Le 8 janvier 1794, Girouard est guillotiné. Plus chanceux, Sade, libéré en novembre de la même année, entreprendra des démarches immédiates pour récupérer son ouvrage. En août 1793, la veuve Girouard a repris les affaires de son mari et met en circulation l’édition originale, bientôt suivie d’une seconde, portant la mention « chez la Veuve Girouard, libraire au Palais Égalité », puis d’une troisième comportant seize planches au lieu de quatorze. Chacune de ces trois éditions sont, en réalité, le même tirage dont seule la page de titre a été changée. L’édition authentique originale de 1793 d’Aline et Valcour est, de ce fait, extrêmement rare.

## Éditions du texte

### Édition princeps
- Aline et Valcour, ou le Roman Philosophique. Écrit à la Bastille un an avant la Révolution de France. Orné de quatorze gravures. Par le citoyen S... À Paris, chez Girouard, libraire, rue du Bout-du-Monde, no 47, 1793. Huit volumes in-18 (environ 80 mm x 130 mm) ; pagination ininterrompue de deux en deux volumes formant par couples quatre tomes de XIV-316, 504, 576, et 374 pages.

### Édition moderne
- Aline et Valcour, 4 tomes, Jean-Jacques Pauvert éditeur, 1956
- Aline et Valcour dans Œuvres, t. 1, Éd. Michel Delon, Gallimard (Bibliothèque de la Pléiade), 1990  (ISBN 2-07-011190-3)
- Aline et Valcour, éd. Jean Goulemot, Paris, Le Livre de poche, 1994  (ISBN 978-2253012986)
- Aline et Valcour, tome 1, projet Gutenberg
- Aline et Valcour, tome 2, projet Gutenberg
- Aline et Valcour, tome 3, projet Gutenberg
- Aline et Valcour, tome 4, projet Gutenberg